# Fosforek galu
Fosforek galu, GaP – nieorganiczny związek chemiczny galu i fosforu, półprzewodnik.
Diody elektroluminescencyjne wykonane z czystego fosforku galu emitują zielone światło o długości fali 555 nm.